# Peter Feldmann

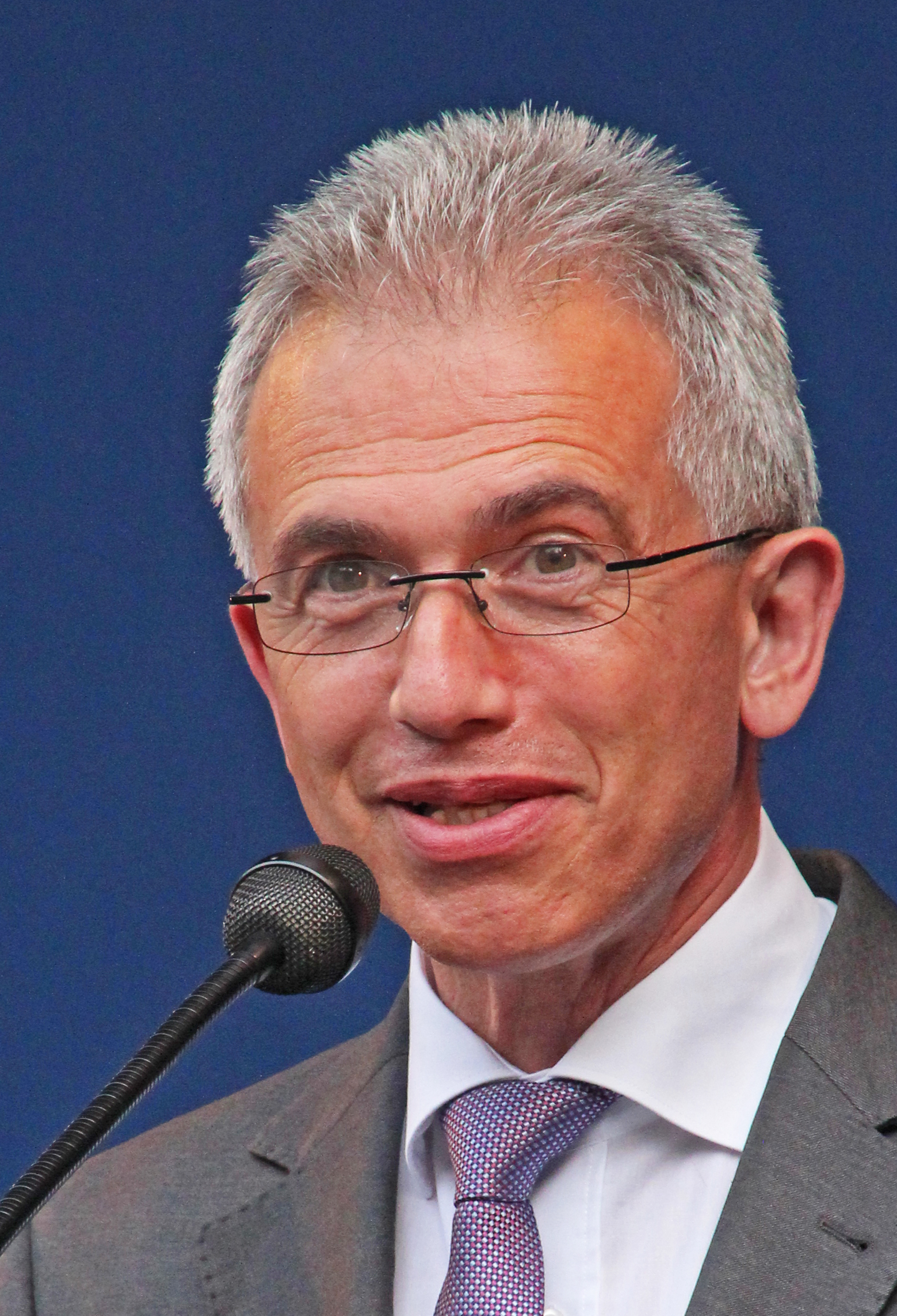
Peter Feldmann (2017)

Peter Manuel Feldmann (* 7. Oktober 1958 in Helmstedt) ist ein deutscher Politiker (parteilos, bis 2023 SPD), der von 2012 bis 2022 Oberbürgermeister von Frankfurt am Main war. Infolge gegen ihn erhobener Korruptionsvorwürfe und persönlicher Entgleisungen musste er sich am 6. November 2022 einem Bürgerentscheid stellen, bei dem eine deutliche Mehrheit von 95 % für seine Abwahl stimmte. Am 23. Dezember 2022 wurde er vom Landgericht Frankfurt am Main rechtskräftig zu einer Geldstrafe verurteilt.

## Ausbildung und Privatleben
Peter Feldmann besuchte ab 1970 in Frankfurt die Ziehenschule und legte 1979 das Abitur an der Ernst-Reuter-Schule ab. 1979 und 1980 begab er sich auf einen Auslandsaufenthalt in Israel, den er mit einer Gärtnerausbildung verband. Anschließend studierte er Politologie an der Philipps-Universität Marburg und schloss das Studium 1986 mit dem Diplom ab. 2009 beendete er zudem eine Ausbildung zum Sozialbetriebswirt.
Feldmann rechnet sich dem liberalen Judentum zu. Im April 2016 heiratete er in zweiter Ehe die halb so alte Zübeyde Temizel. Diese war 2015, nach Beginn ihrer Beziehung mit Feldmann, von der AWO als Leiterin der ersten deutsch-türkischen Kindertagesstätte in Hessen eingestellt worden, was spätere Ermittlungen gegen Feldmann zur Folge hatte (siehe unten zur Korruptionsaffäre). Mit ihr hat er eine Tochter (* 2016) sowie eine zweite aus einer früheren Beziehung. Im August 2021 gab er das Ende seiner Ehe bekannt; nach Presseinformationen lebte man bereits Monate getrennt. Im Rahmen des laufenden Strafverfahrens wegen des Verdachtes der Vorteilsannahme ließ Feldmann im Oktober 2022 per Anwalt verlautbaren, er habe die Ehe nur wegen Temizels Schwangerschaft geschlossen, da diese eine von ihm ins Gespräch gebrachte Abtreibung ausgeschlossen habe.

## Tätigkeiten
Bis 1988 arbeitete Feldmann als Dozent. Ab 1988 war er Sekretär des der SPD nahestehenden Jugendverbandes SJD – Die Falken in Rheinland-Pfalz. Von 1990 bis 1996 leitete er das „Jugendhaus Am Bügel“ in Frankfurt-Bonames, ein offenes Freizeit- und Begegnungszentrum für junge Menschen von 12 bis 21 Jahren. Anschließend wechselte er als Grundsatzreferent zum Paritätischen Wohlfahrtsverband. Von 2008 bis Ende 2009 war er Leiter des Altenhilfezentrums Kurt-Steinbrecher-Haus der Arbeiterwohlfahrt (AWO) in Darmstadt-Eberstadt. Danach arbeitete er von 2009 bis 2011 für eine Stabsstelle für Belegungsmanagement bei der zur AWO Frankfurt gehörenden Johanna-Kirchner-Stiftung.
Neben seiner politischen Arbeit ist bzw. war Feldmann ehrenamtlich Vorstandsmitglied verschiedener Frankfurter Sozial-Organisationen sowie nicht-ehrenamtlicher Aufsichtsrat:

### Aufsichtsratsvorsitzender
In seiner Zeit als Oberbürgermeister war er Aufsichtsratsvorsitzender von:
- ABG Frankfurt Holding
- Alte Oper Frankfurt Konzert- und Kongresszentrum GmbH
- FrankfurtRheinMain GmbH International Marketing of the Region
- Messe Frankfurt GmbH
- Rhein-Main-Verkehrsverbund
- Schirn Kunsthalle Frankfurt am Main GmbH
- Stadtwerke Frankfurt am Main Holding GmbH

### Mitglied des Aufsichtsrats
In seiner Zeit als Oberbürgermeister war er Mitglied des Aufsichtsrats von:
- Fraport AG
- Nassauische Heimstätte Wohnungs- und Entwicklungsgesellschaft mbH[9]
- Thüga Holding GmbH & Co. KGaA

## Politik

### Politische Arbeit
1967 trat Feldmann der Sozialistischen Jugend, 1974 den Jusos und der SPD bei. 1981 wurde er zum stellvertretenden AStA-Vorsitzenden an der Philipps-Universität Marburg gewählt und im selben Jahr auch zum stellvertretenden Juso-Landesvorsitzenden. 1987 bis 1989 war er Juso-Vorsitzender in Frankfurt am Main. 1988 wurde er in die Stadtverordnetenversammlung von Frankfurt am Main gewählt und dort 1990 Sprecher für Jugend und Soziales der SPD-Fraktion. 1993 wurde er in den Fraktionsvorstand und 2004 zum stellvertretenden Fraktionsvorsitzenden der SPD gewählt. Von 2001 bis zur Kommunalwahl 2011 war er zudem Vorsitzender des Haupt- und Finanzausschusses der Stadtverordnetenversammlung. Zugleich war er Mitglied des Ausschusses für Soziales und Gesundheit.
Feldmann gründete gemeinsam mit Sergey Lagodinsky 2007 den SPD-internen Arbeitskreis jüdischer Sozialdemokraten (AJS) und beide wurden Sprecher des Arbeitskreises. Der AJS ist die erste institutionelle Organisation von Juden in Deutschland in einer Partei seit 1933. Feldmann setzte sich in dem Arbeitskreis fokussiert für eine jüdische Perspektive in der SPD auf außen- und innenpolitische Themen wie den Nahostkonflikt, Rechtsextremismus, Integration und Vergangenheitsbewältigung ein. Nach dem Rücktritt Lagodinskys, aufgrund des zugunsten Thilo Sarrazins ausgefallenen Parteiordnungsverfahrens, war Feldmann 2011 zeitweise alleiniger Sprecher des AJS. Er war bis 2012 Sprecher des AJS, zeitweise gemeinsam mit Ilia Choukhlov.
Im Februar 2023 trat Feldmann aus der SPD aus. Er sagte dazu, dass er in keine andere Partei eintreten wolle: „Ich bin kein Partei-Hopper.“
Im Oktober 2023 stellte Feldmann einen Mitgliedsantrag bei der Partei Die Linke und verkündete auf einer Pressekonferenz, er sei nun Mitglied der Linkspartei. Danach zeichnete sich jedoch ab, dass sein Antrag bei der Linken auf erhebliche Vorbehalte stoßen und möglicherweise abgelehnt werden würde. Daher stellte er seinen Mitgliedsantrag zunächst ruhend und zog ihn im November 2023 zurück.

### Oberbürgermeister von Frankfurt am Main

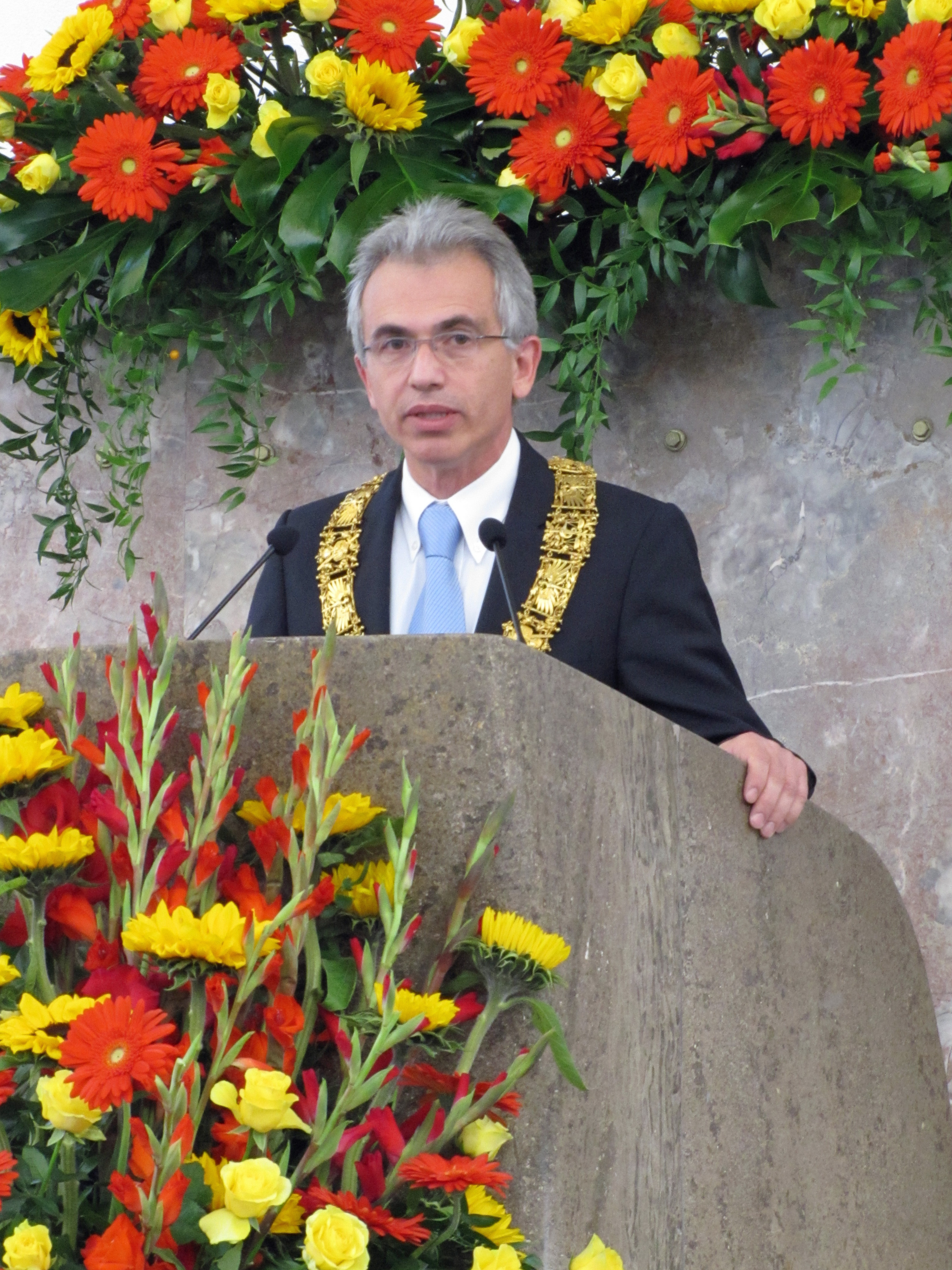
Als Oberbürgermeister 2012 in der Frankfurter Paulskirche

#### Wahlkampf 2012
2011 bewarb er sich als Kandidat seiner Partei für die Oberbürgermeisterwahl im März 2012 in Frankfurt am Main. Ganz besonders setzte Feldmann auf Bürger mit Migrationshintergrund. Er rief alle potenziellen Wähler dazu auf, darüber zu diskutieren, „wie wir unsere Stadt noch schöner, noch sozialer, noch erfolgreicher und lebenswerter machen“. Den Wahlkampf beschrieb er zugleich als „ein großes Fest“.
Gegen seinen parteiinternen Konkurrenten Michael Paris gewann er in einem Mitgliederentscheid mit 53,76 Prozent die Kandidatur. Im ersten Durchgang der Wahl zum Oberbürgermeister am 11. März 2012 erreichte er den zweiten Platz mit 33,0 Prozent nach dem CDU-Kandidaten Boris Rhein (39,1 Prozent). In der Stichwahl am 25. März 2012 gewann er mit 57,4 Prozent der abgegebenen Stimmen klar gegen Rhein, der auf 42,6 Prozent kam. Die Wahlbeteiligung lag bei 35,1 Prozent.
Feldmann war nach Ludwig Landmann der zweite jüdische Frankfurter Oberbürgermeister. Im Jahr 2013 wurde er ins Präsidium des Deutschen Städtetages gewählt.

#### Wahlkampf 2018
Im ersten Durchgang der Wahl zum Oberbürgermeister am 25. Februar 2018 erreichte er den ersten Platz mit 46,0 Prozent vor der CDU-Kandidatin Bernadette Weyland (25,4 Prozent). Im zweiten Wahlgang am 11. März 2018 erhielt er 70,8 Prozent der abgegebenen Stimmen und wurde somit für eine weitere Amtszeit wiedergewählt.
Zu Feldmanns politischen Kernthemen im Wahlkampf gehörten die Begrenzung des Fluglärms, die Bildung, die Situation älterer Menschen in der Stadt, der Bau bezahlbarer Wohnungen, die Internationalität der Stadt Frankfurt und der Kampf gegen die Armut von Kindern. Hier verfolgte er das Ziel, die Kinderarmut in Frankfurt während seiner Amtszeit zu halbieren. Außerdem wollte er den Verkauf der Nassauischen Heimstätte verhindern.

#### Frühe Kontroversen
Einige Zeit nach seinem Amtsantritt zeigten sich Spannungen zwischen dem schwarz-grün geführten Magistrat einerseits und dem sozialdemokratischen Oberbürgermeister andererseits. So bestand der Magistrat im Mai 2013 darauf, die Stelle des neunten hauptamtlichen Dezernenten neu zu vergeben, während Feldmann diese Stelle einsparen wollte. Nach dem Ausscheiden von Stadtrat Volker Stein (FDP) wurde am 6. Juni 2013 gegen den Willen Feldmanns der CDU-Politiker Jan Schneider zum neuen Stadtrat gewählt. Der Zuschnitt der Dezernate obliegt jedoch dem Oberbürgermeister.
Als Feldmann die Dezernate im Oktober 2013 neu ordnete, gab es erneut Verstimmungen zwischen ihm und dem Magistrat, unter anderem, weil er die bisherige Schuldezernentin Sarah Sorge entmachten wollte. Nach Ansicht Feldmanns stand das Bildungsdezernat nach Jahren unter grüner Führung vor einem Scherbenhaufen. Ferner wurde Stadtrat Markus Frank (CDU) die Zuständigkeit für die Wirtschaftsförderung entzogen; eine Aufgabe, die Feldmann nun selbst übernahm.
Während der Diskussion über diese Veränderungen im Magistrat in der Sitzung am 8. November 2013 eskalierte der Streit. Feldmann reagierte, indem er als Leiter die Sitzung abbrach. Feldmann meinte, er sei nicht in einer Bürgerfragestunde. Außerdem fühlte er sich dadurch diffamiert, dass ihm seine Gegner vorwarfen, er baue ein Politbüro als Gegenstück zum Magistrat auf. Daraufhin sprach ihm der Magistrat in seiner Sitzung am 22. November 2013 offiziell eine Missbilligung aus, ein bis dahin in der Frankfurter Politikgeschichte einmaliger Vorgang.
Am 5. März 2015 veranstaltete die der Gülen-Bewegung nahe Gesellschaft für Bildung und Förderung gGmbH in Frankfurt eine „Friedenspädagogik-Konferenz“. Der Gülen-Bezug wurde gegenüber den Teilnehmern verschleiert. Peter Feldmann übernahm die Schirmherrschaft trotz Kritik durch den SPD-Parteikollegen Turgut Yüksel.
Im Februar 2018 wurde Feldmann während des Wahlkampfes für seine zweite Kandidatur von der Kurdischen Gemeinde Deutschland dafür kritisiert, dass er aus Wahlkampfzwecken eine DITIB-Moschee in Frankfurt-Höchst besucht hatte, der zuvor vorgeworfen worden war, Gläubige zu Gebeten für einen Sieg der türkischen Armee in der Region Afrin aufgerufen zu haben.

#### Korruptionsaffäre
2022 wurden Vorwürfe der Staatsanwaltschaft bekannt, nach denen Feldmann durch die AWO beim OB-Wahlkampf 2018 mit Spenden unterstützt worden sei, im Gegenzug für sein Versprechen, er werde als Stadtoberhaupt die Interessen der AWO „wohlwollend berücksichtigen“. So soll Feldmann etwa Einfluss genommen haben auf Verträge über Flüchtlingsheime, indem er darauf drängte, diese trotz Unstimmigkeiten an die AWO zu vergeben. Dazu hatte Feldmann auch persönlich bei der Sozialdezernentin der Stadt Frankfurt interveniert. Auf Grundlage dieser illegalen Absprache „ermunterte“ die AWO zudem ihre eigenen Mitarbeiter in internen Chats, für Feldmann zu spenden und Spenden für ihn einzutreiben. Ferner wurde für Feldmann in seiner AWO-Zeit eine eigene Stelle geschaffen, mit einer genau auf sein Persönlichkeitsprofil zugeschnittenen Stellenbeschreibung. Nach Feldmanns Abgang wurde diese Stelle nicht neu besetzt.
Außerdem wurde Feldmanns damalige Freundin und spätere Frau (2016–2021), Zübeyde Temizel, 2015 zu einem überhöhten Gehalt als Leitung für eine neugegründete deutsch-türkische Kita eingestellt. Temizel hatte die Arbeitsstelle trotz mangelnder Berufserfahrung und fraglich unzureichender Qualifikation auf Betreiben von Hannelore Richter bekommen, der früheren Wiesbadener AWO-Geschäftsführerin, die Feldmann auch in anderen Punkten begünstigt hatte. Feldmann hatte vor Gericht argumentiert, die türkische Herkunft und das einschlägige Studium von Temizel hätten ihn zur Annahme gebracht, dass die Einstellung regelgerecht erfolgt sei. 2022 urteilte das Frankfurter Landgericht jedoch gegen Feldmann.
Im März 2022 erhob die Staatsanwaltschaft Frankfurt wegen des Verdachts der Vorteilsannahme Anklage gegen Feldmann. Feldmann kündigte an, 2024 nicht erneut als Oberbürgermeister zu kandidieren und zudem im Falle eines Prozesses seine SPD-Parteimitgliedschaft ruhen zu lassen. Er wolle jedoch im Amt bleiben. Unter anderem die Stadtverordnetenfraktionen von Grünen und CDU sowie die Frankfurter SPD selbst forderten ihn im Falle einer Zulassung der Anklage zum sofortigen Rücktritt auf. Mit Beschluss vom 27. Mai 2022 hat die 24. Große Strafkammer des Landgerichts Frankfurt am Main die Anklage der Staatsanwaltschaft Frankfurt am Main vom 7. März 2022 wegen des Verdachts der Vorteilsannahme zugelassen und das Hauptverfahren eröffnet. Der Prozess wurde am 18. Oktober 2022 eröffnet und auf sechs Verhandlungstage angesetzt. In den Plädoyers forderte die Staatsanwaltschaft für Vorteilsannahme in zwei Fällen eine Geldstrafe in Höhe von 180 Tagessätzen zu je 175 Euro – insgesamt 31.500 Euro. Zudem solle er 5.989 Euro Wertersatz für das überhöhte Gehalt von Temizel leisten. Die Verteidigung forderte einen Freispruch. Am 23. Dezember 2022 wurde Feldmann zu einer Geldstrafe in Höhe von 120 Tagessätzen zu je 175 Euro – insgesamt 21.000 Euro – verurteilt. Die gegen das Urteil eingelegte Revision wurde vom Bundesgerichtshof verworfen. Das Urteil ist damit seit November 2023 rechtskräftig. Feldmann gilt damit als vorbestraft. In einer E-Mail an verschiedene Zeitungsredaktionen kündigte Feldmann an, hiergegen Verfassungsbeschwerde einzulegen. Am 12. Januar 2024 bestätigte das Bundesverfassungsgericht den Eingang einer Beschwerde. Die Verfassungsbeschwerde wurde mit Beschluss der 1. Kammer des Zweiten Senats vom 5. März 2024 nicht zur Entscheidung angenommen, weil sie den gesetzlichen Darlegungs- und Substantiierungserfordenissen offensichtlich nicht genügte.
Auch das Urteil gegen Zübeyde Feldmann wegen Beihilfe zur Untreue ist seit 29. November 2023 rechtskräftig.

#### Europa League, Sexismus und Kiew
Nach dem Sieg von Eintracht Frankfurt in der Europa League 2021/22 am 18. Mai 2022 in Sevilla geriet Feldmann bei den anschließenden Feierlichkeiten am Frankfurter Römer in den Fokus der Öffentlichkeit, als er dem Eintracht-Trainer Oliver Glasner und dem Mannschaftskapitän Sebastian Rode den Pokal aus der Hand nahm, damit zu den wartenden Gästen in den Kaisersaal schritt und anschließend in einer Ansprache die Namen mehrerer Spieler falsch aussprach. Die 13.000 Fans auf dem Römerberg pfiffen ihn daraufhin aus, und die Szene wurde von regionalen und überregionalen Medien kritisch aufgegriffen. Auf dem Flug nach Sevilla hatte Feldmann zudem gesagt, die Flugbegleiterinnen hätten ihn „hormonell am Anfang erst mal außer Gefecht gesetzt“. Wenige Tage später verkündete der Eintracht-Vorstandssprecher Axel Hellmann, Feldmann sei im Waldstadion nicht mehr willkommen. Die Frankfurter SPD forderte ihn zum sofortigen Rücktritt auf und die Koalition im Römer erwog, eine Abwahl des Oberbürgermeisters einzuleiten. Unterdessen nahm Feldmann wie jedes Jahr am Weltwirtschaftsforum in Davos teil, von dem er in diesem Jahr vorzeitig abreiste, um ein Statement abzugeben. Am 25. Mai 2022 entschuldigte sich Feldmann in einer Pressekonferenz, die im Treppenhaus vor seinem Amtszimmer im Römer abgehalten wurde, „aus tiefstem Herzen“ für seine Fehltritte. Er wolle im Amt bleiben, sich aber „bis zum Ende der Sommerpause weitestgehend aus der Öffentlichkeit zurückziehen“.
Anlässlich einer Kontroverse rund um die Hilfsleistungen der Stadt Frankfurt am Main für ukrainische Partner kritisierten Mitglieder der Stadtverordnetenversammlung Feldmann dafür, gegen Beschlüsse verstoßen zu haben, indem er am 26. September 2022 bei einer Tagung des „Pact of free cities“ in Prag dem Bürgermeister von Kiew, Vitali Klitschko, einen Entwurf eines möglichen, abzustimmenden Städtepartnerschaftsvertrags zwischen Kiew und Frankfurt am Main übergab. Der fragliche Beschluss der Stadtverordnetenversammlung sieht vor, dass bestehende Netzwerke in die Ukraine (re-)aktiviert werden und eine Solidaritätspartnerschaft über die Servicestelle Kommunen in der Einen Welt (SKEW) mit einer nicht näher definierten ukrainischen Stadt geschlossen werden soll. Erst nach dem Ende des Russisch-Ukrainischen Kriegs soll aktiv auf eine ausgewählte Stadt zugegangen werden, um dann eine Städtepartnerschaft anzustreben. In der Fragestunde des Stadtparlamentes gab Feldmann an, eben jenem Beschluss vollumfänglich nachgekommen zu sein. In seinem durch die Bürgermeisterin Nargess Eskandari-Grünberg (Grüne) verlesenen Statement betonte er, dass Kiew bereits mehrfach Kontakt zu Frankfurt hatte und daher diese Partnerschaft beschlusskonform reaktiviert wurde; ferner habe Feldmann in seinem Schreiben an Kiew auf die Schließung einer Solidaritätspartnerschaft mit Perspektive auf eine Städtepartnerschaft verwiesen. Kiew wiederum habe daraufhin einen Entwurf eines möglichen, abzustimmenden Städtepartnerschaftsvertrags angefordert. Ob Feldmann wirklich gegen Beschlüsse verstoßen hat, oder ob Mitglieder der Stadtverordnetenversammlung bzw. Feldmann selbst hier die Notlage der Ukraine infolge des Russisch-Ukrainischen Kriegs für ihre jeweilige Kampagne rund um die Abwahl politisch ausnutzen wollten, ist daher offen.

#### Abwahl
Nachdem neben der CDU auch die Frankfurter Koalition aus Grünen, Volt, FDP und SPD Feldmann im Mai 2022 wegen seiner Kontroversen zum Rücktritt aufgerufen und er dies abgelehnt hatte, stimmte im Folgemonat eine Mehrheit der Mitglieder der Frankfurter Stadtverordnetenversammlung (neben der Koalition und der CDU auch die AfD und andere Stadtverordnete) dafür, ihm das Misstrauen auszusprechen und Mitte Juli ein Verfahren zur Abwahl von Feldmann als Oberbürgermeister einzuleiten, falls er weiterhin nicht zurücktreten würde. Wegen der Korruptionsvorwürfe gegen ihn stellte Feldmann in Aussicht, 2024 nicht erneut zu kandidieren. Am 5. Juli 2022 kündigte er an, Ende Januar 2023 sein Amt zur Verfügung stellen zu wollen. Um den Vorwürfen gegen ihn entgegenzutreten, veröffentlichte er seine Termine, Angaben über seine Nebentätigkeiten und seine Steuerbescheide aus den Vorjahren. Am 11. Juli 2022 schränkte er dies dahingehend ein, er werde sich lediglich ab Mitte Januar 2023 von der Stadtverordnetenversammlung abwählen lassen und diese Abwahl bis Ende Januar annehmen. Die Versammlung stimmte daraufhin am 14. Juli 2022 mit einer Zweidrittelmehrheit für Feldmanns Absetzung. Dieser ließ noch während der laufenden Sitzung eine Erklärung verbreiten, wonach er dieses Votum nicht annehmen werde. Daher wurde ein Bürgerentscheid für den 6. November 2022 angesetzt. Die Frist zur Annahme der Abwahl, die in der Nacht vom 21. auf den 22. Juli 2022 ablief, ließ Feldmann ohne eine weitere Erklärung verstreichen und setzte damit das 1,6 Millionen € teure Abwahlverfahren in Kraft. Im Zusammenhang mit dem Abwahlverfahren revidierte Feldmann auch sein früheres Angebot eines Rücktritts: Falls die Bürger gegen die Abwahl stimmten, wolle er bis 2024 im Amt bleiben; die Entscheidung hierüber liege „ab sofort ausschließlich in den Händen der Frankfurterinnen und Frankfurter“. Beim Bürgerentscheid am 6. November stimmten 95,1 Prozent der an der Abstimmung Teilnehmenden gegen den Verbleib Feldmanns im Amt. Mit 39,7 Prozent Anteil der Ja-Stimmen an der Gesamtzahl der Stimmberechtigten war das nötige Quorum von 30 Prozent erreicht. Der auf Mobilisierung der Wahlberechtigten ausgelegte Wahlkampf für die Abwahl wurde durch Plakate, Podiumsdiskussionen der FR und FAZ, Bierdeckelaktionen, Autofahrten mit Lautsprecherdurchsagen, Aktivitäten auf Social Media, Rundschreiben unter anderem des Frankfurter Sportkreises und in den Fanclubs von Eintracht Frankfurt sowie durch persönliche Aktionen einzelner Frankfurter Bürger bestritten.
Jutta Ditfurth (ÖkoLinX-ELF) kritisierte die Abwahlkampagne gegen Feldmann als unaufrichtig und taktischen Fehler der SPD. Feldmann habe viele Fehler gemacht, allerdings hätte sein Rücktrittsangebot Anfang 2023 ermöglicht, sein Ausscheiden nicht allein aufgrund von Indizien während eines laufenden Prozesses zu diskutieren.

## Schriften
- Sozi. Jude. Oberbürgermeister. Nomen Verlag, Frankfurt am Main 2022, ISBN 978-3-939816-90-4 (Autobiografie).